# Oficer wachtowy
Oficer wachtowy (oow) – stanowisko oficerskie w dziale pokładowym na statkach handlowych i okrętach. Funkcję oficera wachtowego zalicza się do stanowisk na poziomie operacyjnym, stanowisko 1 oficera (Chief Officer, Watch Officer (WO), lub 1. Watch Officer (1WO)) zaliczane jest do poziomu zarządzania. Stanowiska te zalicza się do niezbędnych dla zapewnienia bezpieczeństwa żeglugi. Oficerowie odpowiadają za aktualizację map, ksiąg locji, spisów latarń oraz za stan techniczny przyrządów nawigacyjnych. Oficer odpowiedzialny jest przed kapitanem za opiekę nad statkiem, załogą i ładunkiem przez 8 godzin dziennie, każdego dnia. W morzu, oficer ma trzy podstawowe obowiązki: nawigowanie statkiem, bezpieczne omijanie niebezpieczeństw i odpowiedź na wszelkie nieprzewidziane sytuacje jakie mogą zaistnieć. Oficerowie z reguły prowadzą wachty ze starszymi marynarzami (chociaż nie jest to wymogiem).
Przepisy Międzynarodowej Organizacji Morskiej mówią jasno, iż oficer wachtowy powinien w sposób płynny mówić w języku angielskim.

## Kwalifikacje oficera wachtowego w żegludze wielkiej
Osoby zajmujące stanowisko oficera wachtowego muszą wykazać się odpowiednimi kwalifikacjami udokumentowanymi dyplomem wydanym przez urząd morski. 
1. Do uzyskania dyplomu oficera wachtowego na statkach o pojemności brutto 500 i powyżej wymagane jest posiadanie świadectw przeszkoleń w zakresie indywidualnych technik ratunkowych, ochrony przeciwpożarowej stopnia podstawowego, elementarnych zasad udzielania pierwszej pomocy medycznej, bezpieczeństwa własnego i odpowiedzialności wspólnej, wykorzystania radaru i ARPA na poziomie operacyjnym, ochrony przeciwpożarowej stopnia wyższego, udzielania pierwszej pomocy medycznej, nautycznego dowodzenia statkiem, świadectwa ogólnego operatora (GMDSS), świadectwa ratownika oraz:  1) ukończenie studiów w MJE typu A lub MJE typu B lub nauki w MJE typu C kształcących co najmniej na poziomie operacyjnym w dziale pokładowym w specjalności wskazanej w certyfikacie uznania, odbycie 12-miesięcznej nadzorowanej praktyki pływania na statkach morskich w dziale pokładowym w żegludze międzynarodowej, potwierdzonej w wydanym przez MJE zaświadczeniu o zaliczeniu książki praktyk, w tym co najmniej 6-miesięcznej praktyki pływania na morskich statkach handlowych o pojemności brutto 500 i powyżej, oraz zdanie egzaminu na poziomie operacyjnym w dziale pokładowym w żegludze międzynarodowej albo  2) posiadanie dyplomu oficera wachtowego żeglugi przybrzeżnej, 6-miesięcznej dodatkowej praktyki pływania w żegludze międzynarodowej na morskich statkach handlowych lub statkach szkolnych o pojemności brutto 500 i powyżej w dziale pokładowym oraz ukończenie szkolenia w MJE typu D na poziomie operacyjnym w dziale pokładowym zgodnego z certyfikatem uznania i zdanie egzaminu na poziomie operacyjnym w dziale pokładowym w żegludze międzynarodowej, albo  3) posiadanie dyplomu szypra 1 klasy żeglugi krajowej albo dyplomu szypra klasy 1 rybołówstwa morskiego, albo dyplomu szypra żeglugi nieograniczonej rybołówstwa morskiego, 12-miesięcznej dodatkowej praktyki pływania w żegludze międzynarodowej na morskich statkach handlowych lub statkach szkolnych o pojemności brutto 500 i powyżej w dziale pokładowym na stanowisku praktykanta pokładowego, młodszego marynarza pokładowego, marynarza wachtowego lub starszego marynarza oraz ukończenie szkolenia w MJE typu D na poziomie operacyjnym w dziale pokładowym zgodnego z certyfikatem uznania i zdanie egzaminu na poziomie operacyjnym w dziale pokładowym w żegludze międzynarodowej, albo  4) posiadanie 36-miesięcznej praktyki pływania na statkach morskich w dziale pokładowym w żegludze międzynarodowej na stanowisku praktykanta pokładowego, młodszego marynarza, marynarza wachtowego lub starszego marynarza, w tym co najmniej 12-miesięcy praktyki pływania na morskich statkach handlowych lub statkach szkolnych o pojemności brutto 500 i powyżej w żegludze międzynarodowej, oraz ukończenie szkolenia w MJE typu D na poziomie operacyjnym w dziale pokładowym zgodnego z certyfikatem uznania i zdanie egzaminu na poziomie operacyjnym w żegludze międzynarodowej, albo  5) posiadanie dyplomu oficera mechanika wachtowego lub oficera elektroautomatyka okrętowego na statkach o mocy maszyn głównych 750 kW i powyżej, świadectwa marynarza wachtowego, 24-miesięcznej dodatkowej praktyki pływania w dziale pokładowym na morskich statkach handlowych lub statkach szkolnych o pojemności brutto 500 i powyżej w żegludze międzynarodowej, ukończenie szkolenia w MJE typu D na poziomie operacyjnym w dziale pokładowym zgodnego z certyfikatem uznania i zdanie egzaminu na poziomie operacyjnym w dziale pokładowym w żegludze międzynarodowej.
2. Praktyka pływania, w przypadku absolwenta wyższej uczelni morskiej, powinna zawierać okres pełnienia obowiązków wachtowych na mostku pod nadzorem kapitana albo oficera wachtowego przez co najmniej 6 miesięcy, udokumentowany w zaświadczeniu o pełnieniu wachty nawigacyjnej.
3. Za równorzędny z egzaminem na poziomie operacyjnym uznaje się egzamin dyplomowy złożony w uczelni morskiej na kierunku nawigacyjnym.

## Kwalifikacje oficera wachtowego w żegludze przybrzeżnej
1. Do uzyskania dyplomu oficera wachtowego żeglugi przybrzeżnej wymagane jest posiadanie świadectw: przeszkolenia w zakresie wykorzystania radaru i ARPA na poziomie operacyjnym, ratownika, ochrony przeciwpożarowej stopnia wyższego, pierwszej pomocy medycznej, odpowiednie świadectwo operatora urządzeń radiowych w służbie radiokomunikacyjnej morskiej oraz (opcjonalnie):
  - ukończenie uczelni morskiej na kierunku nawigacyjnym, odbycie 12-miesięcznej praktyki pływania w dziale pokładowym na statkach morskich w żegludze międzynarodowej, potwierdzonej w wydanym przez uczelnię zaświadczeniu z zaliczenia dziennika praktyk, oraz złożenie egzaminu na poziomie operacyjnym w żegludze bałtyckiej,
  - ukończenie nauki na kierunku nawigacyjnym w ośrodku szkoleniowym (policealne szkoły morskie) kształcącym co najmniej na poziomie operacyjnym, odbycie 12-miesięcznej praktyki pływania w dziale pokładowym na statkach morskich w żegludze międzynarodowej, potwierdzonej w wydanym przez ośrodek zaświadczeniu z zaliczenia dziennika praktyk, oraz złożenie egzaminu na poziomie operacyjnym w żegludze przybrzeżnej,
  - posiadanie dyplomu szypra 1 klasy żeglugi krajowej oraz ukończenie szkolenia w ośrodku szkoleniowym i złożenie egzaminu na poziomie operacyjnym w żegludze przybrzeżnej,
  - posiadanie świadectwa starszego marynarza, dodatkowej 12-miesięcznej praktyki pływania na statkach morskich w dziale pokładowym w żegludze międzynarodowej oraz ukończenie kursu w ośrodku szkoleniowym i złożenie egzaminu na poziomie operacyjnym w żegludze przybrzeżnej.
2. Za równorzędny z egzaminem na poziomie operacyjnym w żegludze przybrzeżnej uznaje się egzamin dyplomowy złożony w uczelni morskiej na kierunku nawigacyjnym.